# Districte de Nyaruguru
El districte de Nyaruguru és un akarere (districte) de la província del Sud, a Ruanda. La seva capital és Kibeho.

## Geografia i turisme
El districte és el més al sud de Ruanda, entre les ciutats de Butare i Cyangugu i al llarg de la frontera entre Ruanda i Burundi. És muntanyós, conté part del bosc de Nyungwe, una de les destinacions turístiques més populars de Ruanda, que també ofereix carbó vegetal per a la gran majoria de la regió del sud. És una de les últimes àrees forestals restants de Ruanda i alberga ximpanzés i moltes altres espècies de primats.

## Sectors
El districte de Nyaruguru està dividit en 14 sectors (imirenge): Cyahinda, Busanze, Kibeho, Mata, Munini, Kivu, Ngera, Ngoma, Nyabimata, Nyagisozi, Muganza, Ruheru, Ruramba i Rusenge.